# Ta Pung (gmina)
Ta Pung – gmina (khum) w zachodniej Kambodży, w prowincji Bătdâmbâng, w dystrykcie Thma Koul. Stanowi jedną z 10 gmin dystryktu.

## Miejscowości
Na obszarze gminy położonych jest 7 miejscowości:
- Ang Tboung
- Kaksekam
- Kouk Kduoch
- Paoy Samraong
- Paoy Yong
- Thma Koul Tboung
- Tumpung Tboung